# L'infinito di stelle
L'infinito di stelle è un singolo della cantante italiana Mina e del cantautore italiano Ivano Fossati, pubblicato il 17 gennaio 2020 come terzo estratto dall'album in studio Mina Fossati.

## Video musicale
Il 27 gennaio 2020 è stato pubblicato sul canale YouTube di Mina, un lyric video del brano.